# Marion Rousse
Marion Rousse (født 17. august 1991 i Saint-Saulve) er en tidligere professionel cykelrytter fra Frankrig, der er løbsdirektør for det franske etapeløb Tour de France Femmes. Hun indstillede sin aktive karriere i 2015, og blev senere tv-vært og model.
I 2012 blev hun fransk mester i linjeløb.

## Privat
Under Tour de l'Avenir 2008 mødte hun cykelrytter Tony Gallopin. De dannede par og blev gift i 2014. I 2019 blev parret separeret. De fik sammen to børn. I februar 2020 bekræftede Rousse, at hun dannede par med den franske cykelrytter Julian Alaphilippe.